# Луизињо
Луис Мескита де Оливеира, најпознатији као Луизињо, (Рио де Жанеиро, 29. март 1911. — Сао Пауло 27. децембар 1983) био је фудбалер, један од најбољих нападача 1930-их.
Током своје каријере (1928—1946) играо је за Англо Бразилију, Паулистано, Естудантес Сао Пауло, Сао Пауло и Палмеирас. Освојио је седам државних шампионата Сао Паула (1929., 1931., 1936., 1940., 1943., 1945., 1946) и био је најбољи стрелац Кампеонато Паулисте 1944. са 22 постигнута гола. Такође је шести на листи најбољих стрелаца у историји фудбалског клуба Сао Пауло са 145 голова и девети на листи најбољих стрелаца у историји Палмеираса са 123 гола од 1935. до 1941. године.
За фудбалску репрезентацију Бразила постигао је 4 гола на првенству Јужне Америке 1937. и учествовао на Светском првенству 1934. године, одиграо једну утакмицу против Шпаније у Ђенови и на Светском првенству 1938. где је одиграо две утакмице.
Умро је у 72. години.